# コイバ島

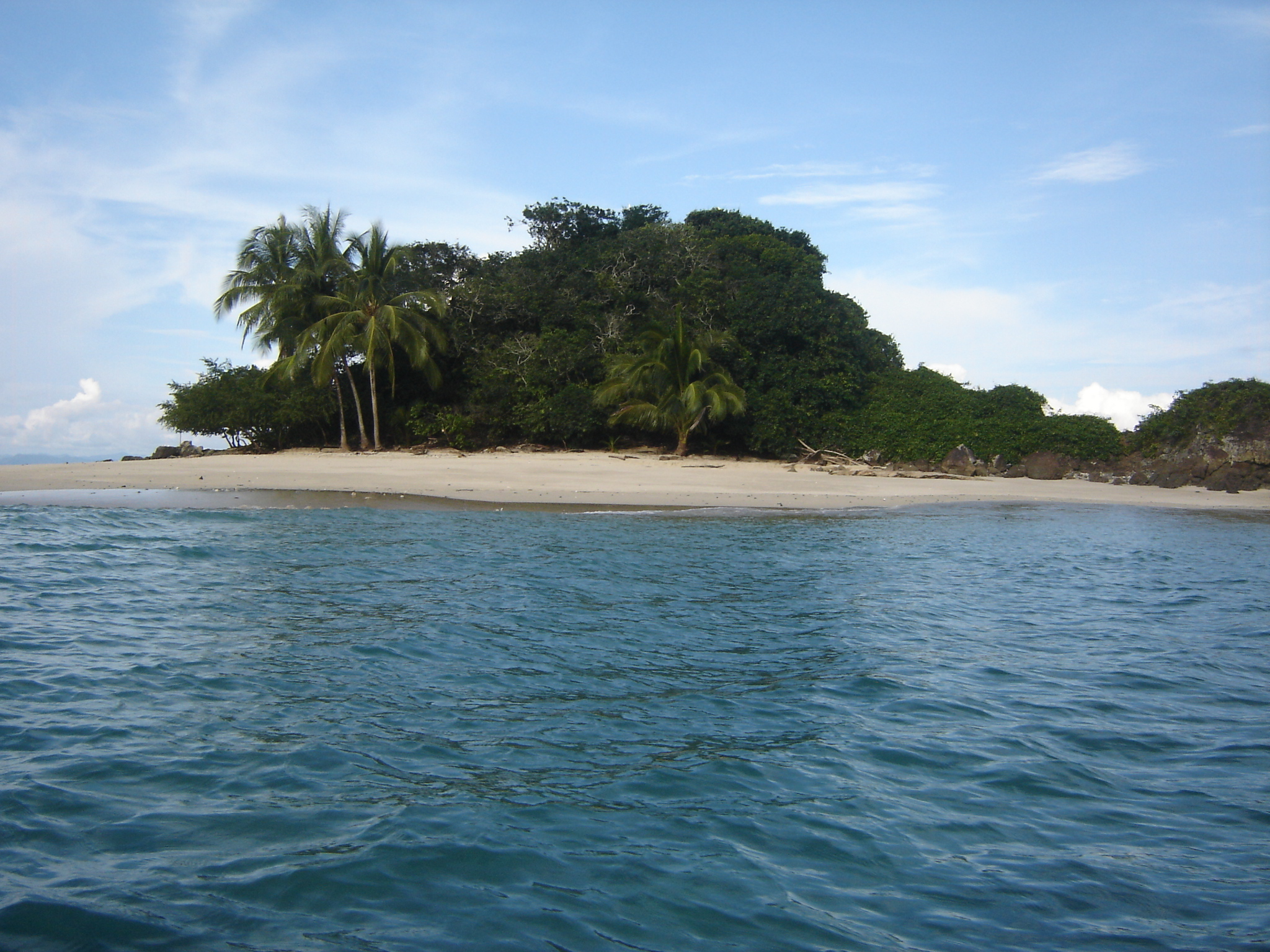
コイバ島の外観

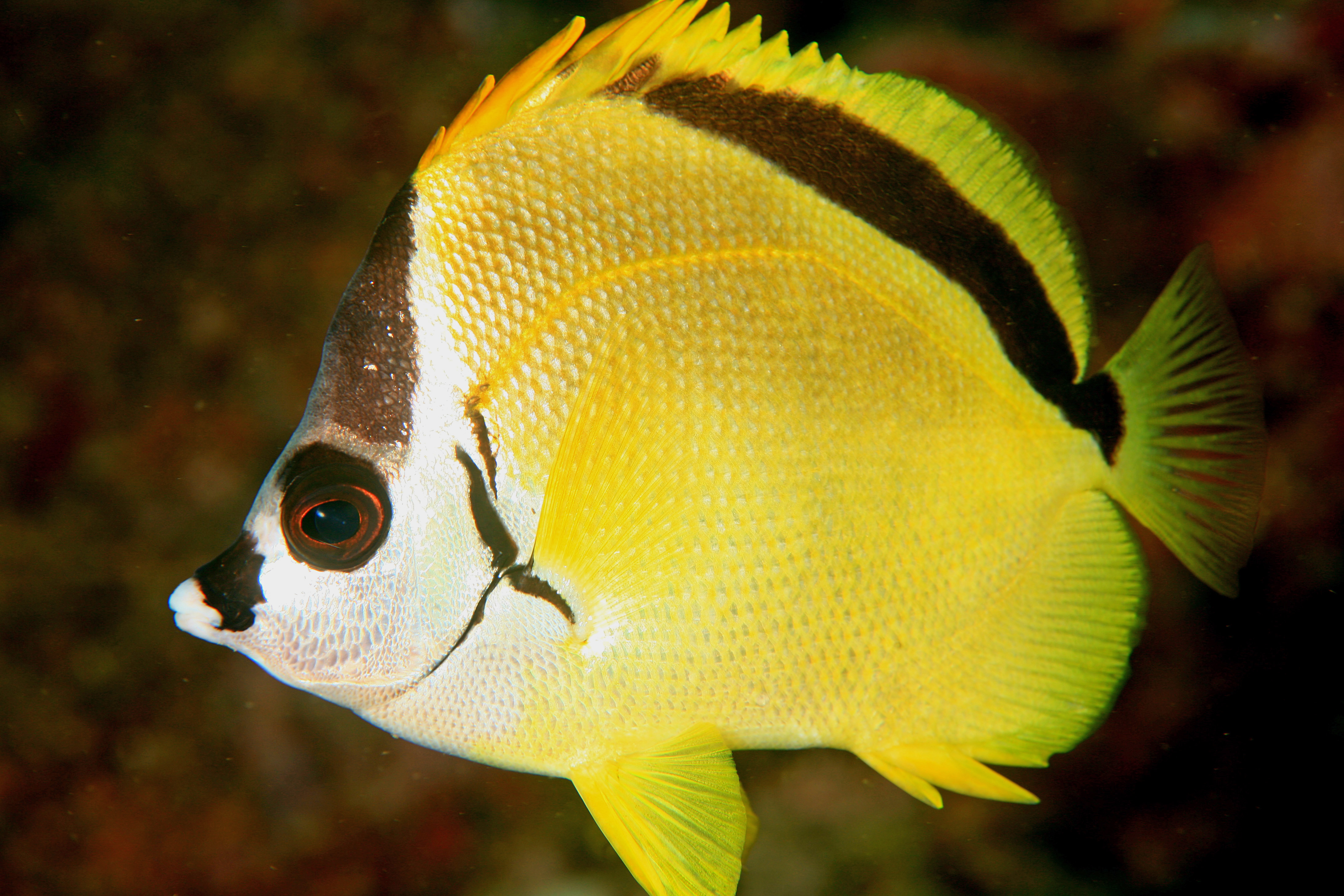
公園内のバーバーフィッシュ

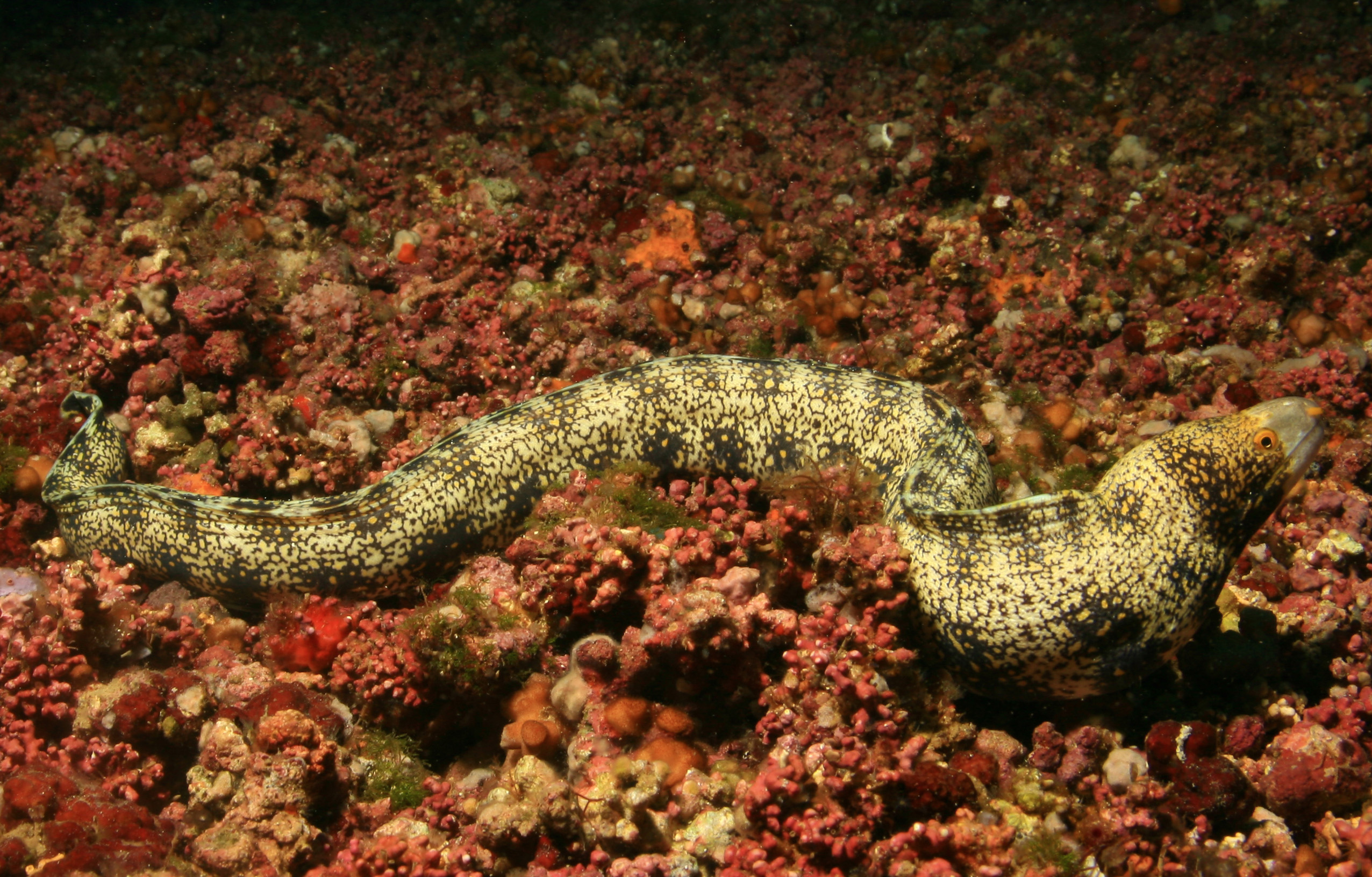
公園内のクモウツボ

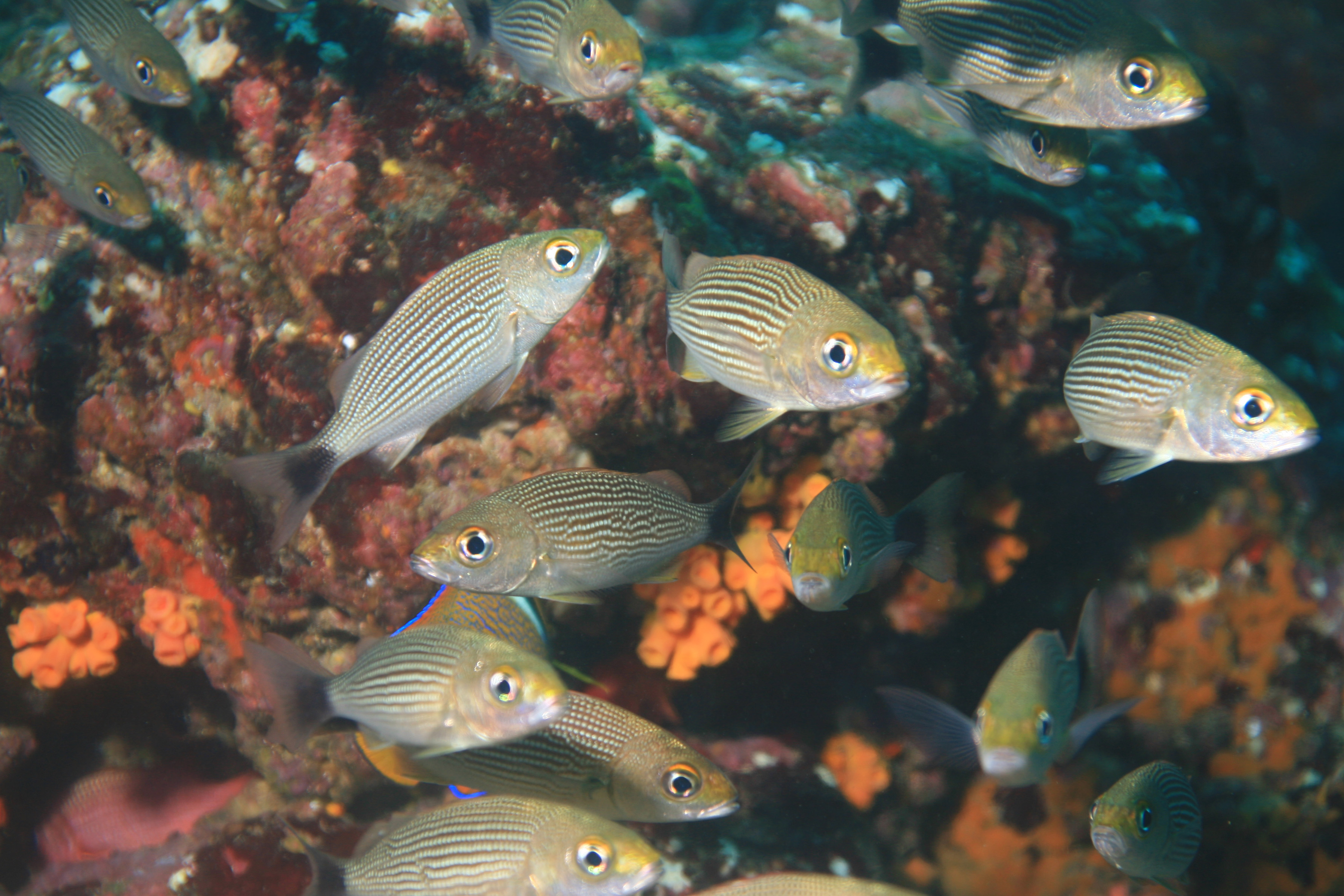
公園内のブラックストライプセイラマ

コイバ島（Coiba）は中央アメリカ最大の島で、パナマのベラグアス県の太平洋岸沖合いにある。周辺の豊かな海洋生態系に特色があり、国立公園になっていると同時に、ユネスコの世界遺産リストにも登録されている。

## 歴史
コイバ島がパナマ本土から切り離されたのは、海面が上昇した18000年前から12000年前頃のことであった。新しい島の動植物は、本土の集団から切り離されてしまい、外見的にも性質の面でも、本土の動植物とは分岐していった。その結果、コイバ島はコイバホエザル（Alouatta coibensis）、コイバアグーチ（Dasyprocta coibae）、コイバアカオカマドドリ（Cranioleuca dissita）などの固有種の宝庫になっている。
コイバ島ではアメリカ先住民のカシケ（Coiba Cacique）たちが1560年頃まで暮らしていたが、スペイン人たちに征服され、奴隷にされた。
1919年には島に流刑地としての施設群が建設された。オマル・トリホスやマヌエル・ノリエガの独裁政権時代には、コイバの監獄は残忍な境遇、酷い拷問、政治犯の処刑といった悪評によって、パナマ人の恐怖の的だった。この時期にどれだけの人間が犠牲になったのかは正確には分からないが、資料などからは300人前後だったと考えられている。このため、パナマ本土の住民には「悪魔の島」（La Isla del Diablo）として忌避され、監獄閉鎖後も全く開発されなかった。

## 保護地域
コイバ島は1992年に国立公園になった。監獄島として機能していたために開発からは取り残されたが、2004年の監獄閉鎖後は、かえって理想的な自然保護区となった。コイバ島は、中央アメリカでは数少ない、コンゴウインコの野生種の大群が見られる場所になっている。また、ヒメオウギワシなども生息している。
島の75%は熱帯太平洋地域の湿潤林で、そこには原始林も多く含まれている。この島には、ここでしか見られない稀少な植物種も生育しており、パナマ本土では森林破壊や過剰伐採で姿を消してしまった3種の植物も残っている。
コイバ島周辺の海域は南北アメリカ州の太平洋沿岸で最大級のサンゴ礁に囲まれており、遠海魚、海洋哺乳類などの多くの海洋生物を育んでいる。チリキ湾を流れる海流は、独特の海中環境を生み出していて、その暖流はサンゴ礁と太平洋の熱帯性の海洋生物を育んでいる。熱帯性の海洋生物は、通常のアメリカ大陸太平洋岸では予期しないものである。暖流に乗って、ザトウクジラ、シャチなどの鯨類、ジンベイザメなどのサメ等の比較的大型の魚類や海洋哺乳類、そしてウミガメもやってくる。コイバ島周辺の海洋環境は、ココス海嶺でココ島（コスタリカ）やガラパゴス諸島（エクアドル）周辺の海洋環境とも繋がっている。
2005年6月にはユネスコの世界遺産リストに登録された。登録総面積は430,825 haである。内訳はコイバ国立公園 270,125 ha（うち海域 216,500 ha）、海洋保護特別地域 160,700 ha である。

### 登録基準
この世界遺産は世界遺産登録基準のうち、以下の条件を満たし、登録された（以下の基準は世界遺産センター公表の登録基準からの翻訳、引用である）。
- (9) 陸上、淡水、沿岸および海洋生態系と動植物群集の進化と発達において進行しつつある重要な生態学的、生物学的プロセスを示す顕著な見本であるもの。
- (10) 生物多様性の本来的保全にとって、もっとも重要かつ意義深い自然生息地を含んでいるもの。これには科学上または保全上の観点から、すぐれて普遍的価値を持つ絶滅の恐れのある種の生息地などが含まれる。